# 阿姆斯特丹舊證券交易所
阿姆斯特丹舊證券交易所（荷蘭語：Beurs van Berlage）是位於荷蘭首都阿姆斯特丹市的一座建築，在1896年至1903年期間曾是證券和商品交易所，現在用來舉辦音樂會、展覽和會議。阿姆斯特丹舊證券交易所是早期現代主義建築的代表作。

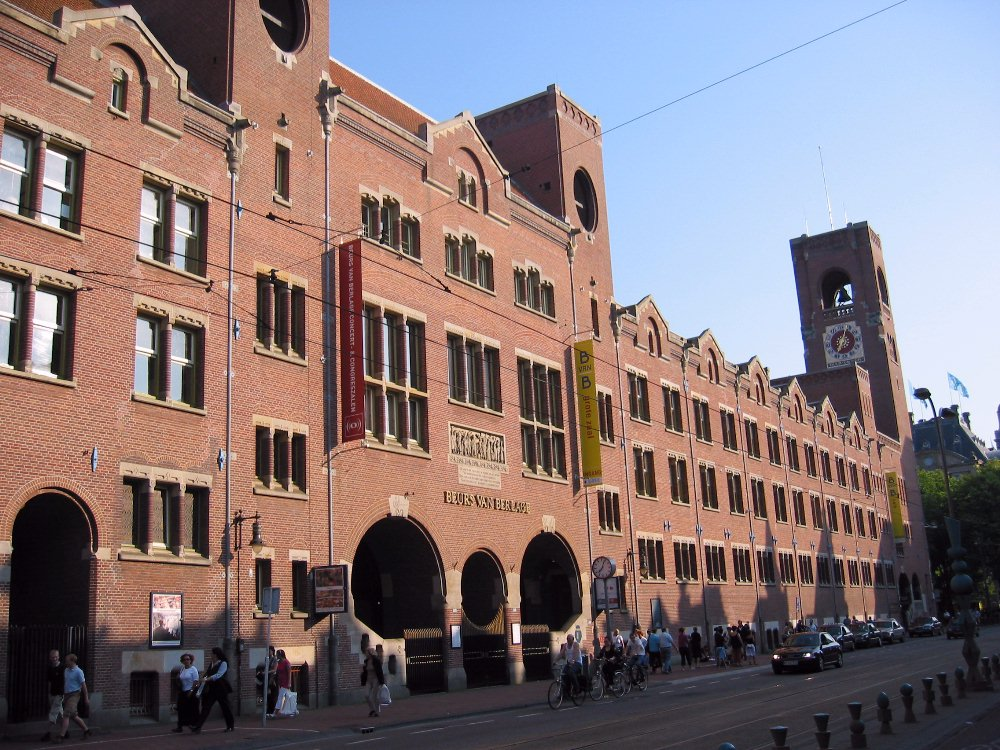
阿姆斯特丹舊證券交易所

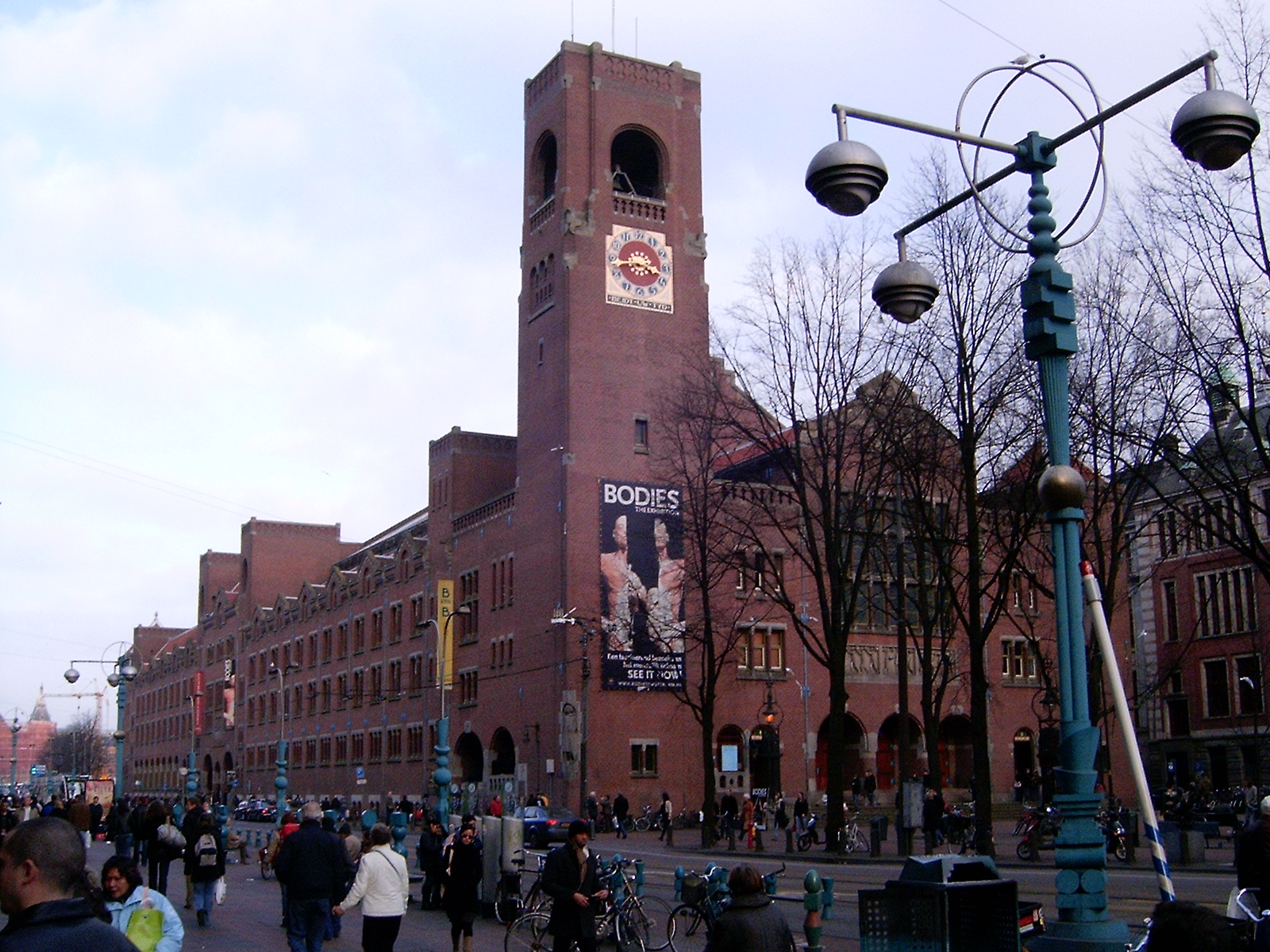
阿姆斯特丹舊證券交易所

## 外部連結
- Beurs van Berlage （页面存档备份，存于） – Official website
- Beurs van Berlage Tower Panorama – AmsterdamTips.com
- Netherlands, Amsterdam, Damrak - Beurs van Berlage （页面存档备份，存于）, VR panoramas by Tolomeus

52°22′30″N 4°53′47″E / 52.37500°N 4.89639°E